# Prisión de Oslo

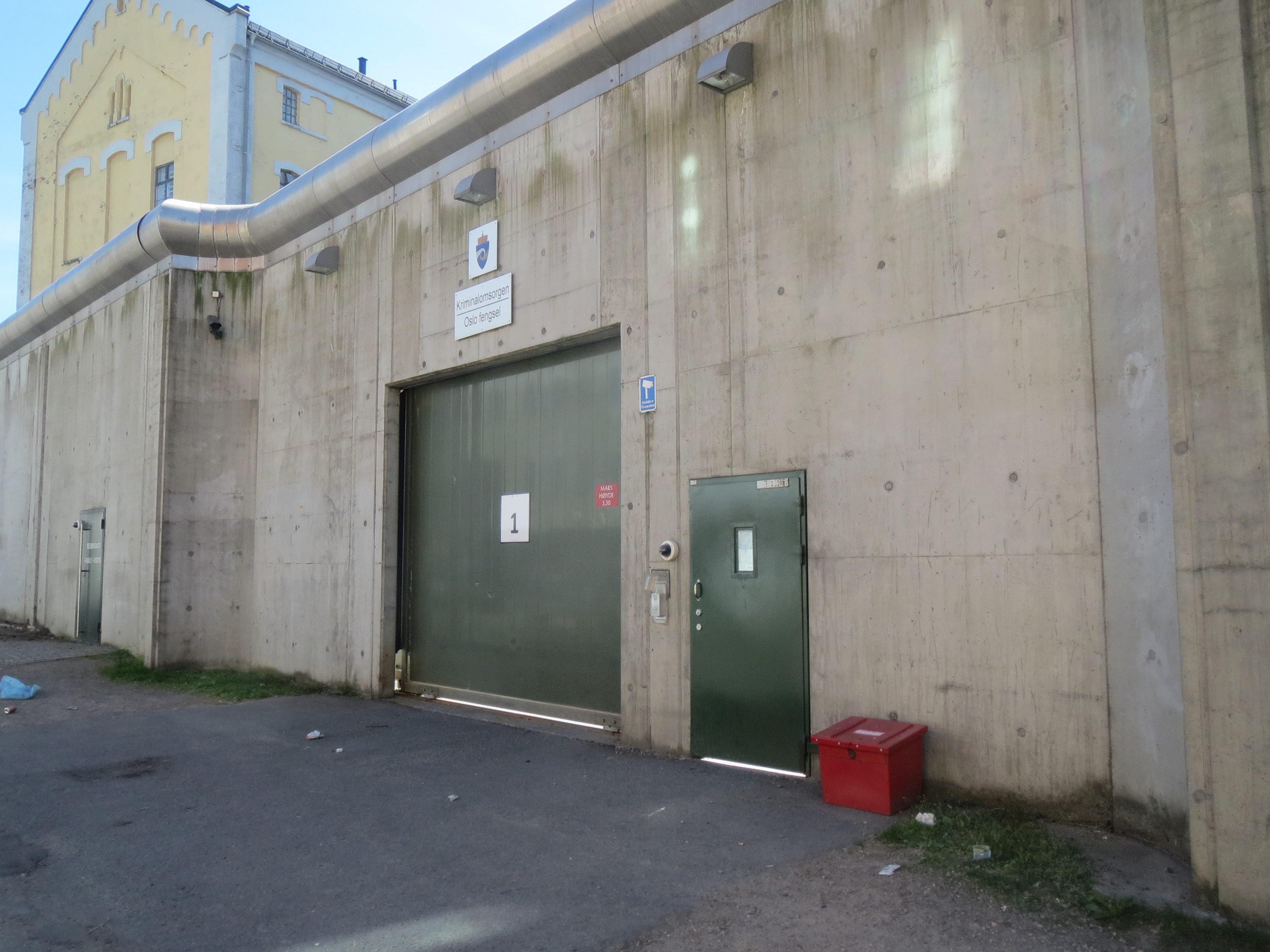
Prisión de Oslo, Departamento B

La Prisión de Oslo (en noruego: Oslo fengsel) es la prisión de distrito en Oslo, Noruega. Es la cárcel más grande de Noruega, con una capacidad de alrededor de 350 detenidos. La prisión fue llamado Oslo kretsfengsel hasta 2001. La prisión tiene varios departamentos. Departamento A es el ex Botsfengselet, Grønlandsleiret 41, popularmente llamado "Botsen". Departamento B es una antigua fábrica de cerveza situada en Åkebergveien 11, popularmente llamada "Bayer'n". Departamento C, llamado "Stifinner'n", está ubicado en el antiguo hospital de la prisión en Åkebergveien, y recibe a los presos con problemas de drogas.